# Райли, Маргаретта
Маргаретта Райли, урождённая Хоппер (англ. Margaretta Riley; 4 мая 1804, Ноттингем — 16 июля 1899, Паплвик) — английский птеридолог.

## Биография
Маргаретта Хоппер родилась в 1768 году в Ноттингеме, в состоятельной семье. В возрасте 21 одного года она вышла замуж за Джона Райли, агента по продаже земельных участков, и переехала вместе с ним в деревню Паплвик близ Мэнсфилда, где и прожила остаток жизни. У супругов не было детей, поэтому всё свободное время они посвящали выращиванию, коллекционированию и классификации британских папоротников. Неизвестно, когда и каким образом у них возник этот интерес. В своей статье «Заметки о британских папоротниках» 1841 года Джон Райли упоминает, что собрал все британские виды рода Cystopteris и выращивал их на протяжении многих лет. Маргаретта, в свою очередь, в заметке для журнала «Phytologist» того же года пишет: «Мы вместе выращивали их долгие годы».
В 1838 году Джон Райли был избран членом Ботанического общества Лондона. Вероятно, в следующем году к обществу присоединилась и Маргаретта. В 1839 году в Обществе была зачитана её статья «О британском роде Cystea». Вскоре после этого Маргаретта отдала в дар Обществу свою коллекцию засушенных папоротников, содержавшую все британские виды и разновидности. Кроме того, супруги представили совместную монографию, посвящённую выращиванию папоротников, и статью Маргаретты «О выращивании папоротников из семян, с рекомендациями по уходу и сбору образцов» (англ. On growing ferns from seed, with suggestions upon their cultivation and preparing the specimens). В 1841 году её заметка «Polypodium dryopteris и calcareum» была опубликована в журнале «Phytologist».
В 1846 году Джон Райли внезапно скончался, оставив после себя гербарий, содержавший 2200 листов, и коллекцию из 250 живых папоротников. Маргаретта прожила ещё 53 года; она ассистировала другим специалистам по папоротникам, но сама, по всей видимости, заниматься их выращиванием перестала. Тем не менее она сохранила интерес к садоводству, имея, наряду с ним, и другие увлечения. В частности, она писала стихи и статьи на социальные и религиозные темы, интересовалась политикой, философией и историей, а в пятидесятилетнем возрасте начала рисовать акварелью.
Маргаретта Райли умерла от бронхита 16 июля 1899 года. В её честь был назван кратер на Венере.